# Хоровая
Хоровая — упразднённое село на территории Надымского района Ямало-Ненецкого автономного округа России.

## География
Расположено на левом берегу протоки Хоровая при её впадении в реку Надым, в 77 км к северу от райцентра, города Надым (по прямой), и в 74 км к востоку от села Кутопьюган.

## История
В 2006 году село Хоровая было упразднено в связи с прекращением существования этого населённого пункта.

## Население
| 1989 | 2002 |
| ---- | ---- |
| 18   | ↘0   |